# Philiris aurelioides
Philiris aurelioides är en fjärilsart som beskrevs av Rothschild 1917. Philiris aurelioides ingår i släktet Philiris och familjen juvelvingar. Inga underarter finns listade i Catalogue of Life.